# Bracon inculeatus
Bracon inculeatus är en stekelart som beskrevs av Cameron 1911. Bracon inculeatus ingår i släktet Bracon och familjen bracksteklar. Inga underarter finns listade.